# Lista das maiores empresas do Brasil
Esta é a lista das maiores empresas do Brasil em termos de receita, lucro líquido e ativos totais, de acordo com a revista Forbes. Está baseada pela Forbes Global 2000, que classifica as duas mil maiores empresas de capital aberto do mundo. A lista leva em conta diversos fatores, incluindo receita, lucro líquido, ativos totais e valor de mercado de cada empresa; cada fator recebe uma classificação ponderada em termos de importância ao considerar a classificação geral. A tabela a seguir também relaciona o setor da indústria de cada empresa. Os valores estão apresentados em bilhões de dólares norte-americanos e foram divulgados em junho de 2023.
| #  | Forbes Global 2000 | Nome               | Receita (em bilhões de US$) | Lucro (em bilhões de US$) | Ativos (em bilhões de US$) | Valor (em bilhões de US$) | Setor                        |
| -- | ------------------ | ------------------ | --------------------------- | ------------------------- | -------------------------- | ------------------------- | ---------------------------- |
| 1  | 58                 | Petrobras          | 124,17                      | 36,47                     | 184,9                      | 63,03                     | Petróleo e gás               |
| 2  | 98                 | Itaú Unibanco      | 53,17                       | 5,75                      | 441,4                      | 51,28                     | Bancário                     |
| 3  | 139                | Vale               | 41,43                       | 15,98                     | 87,72                      | 61,72                     | Mineração                    |
| 4  | 171                | Banco do Brasil    | 53,98                       | 5,76                      | 380,27                     | 24,85                     | Bancário                     |
| 5  | 173                | Bradesco           | 56,26                       | 3,49                      | 357,45                     | 31,6                      | Bancário                     |
| 6  | 372                | BTG Pactual        | 15,49                       | 1,52                      | 85,35                      | 50,77                     | Bancário                     |
| 7  | 563                | JBS                | 72,58                       | 2,99                      | 39,42                      | 8,16                      | Alimentação                  |
| 8  | 774                | Suzano             | 9,96                        | 3,55                      | 26,7                       | 10,95                     | Papel e celulose             |
| 9  | 928                | Eletrobras         | 6,79                        | 0,70                      | 51,18                      | 17,28                     | Energia                      |
| 10 | 980                | Gerdau             | 15,7                        | 2,27                      | 14,94                      | 8,73                      | Siderurgia                   |
| 11 | 1015               | Marfrig            | 25,29                       | 0,80                      | 25,78                      | 0,894                     | Alimentação                  |
| 12 | 1026               | Itaúsa             | 1,64                        | 2,65                      | 18,3                       | 17,07                     | Investimentos                |
| 13 | 1223               | WEG                | 5,97                        | 0,89                      | 5,7                        | 33,13                     | Eletrônicos                  |
| 14 | 1296               | Raízen             | 47,31                       | 18,7                      | 19,9                       | 6,81                      | Energia                      |
| 15 | 1398               | Metalúrgica Gerdau | 15,7                        | 0,75                      | 15,14                      | 2,39                      | Siderurgia                   |
| 16 | 1436               | B3                 | 1,76                        | 0,82                      | 9,21                       | 13,84                     | Finanças                     |
| 17 | 1574               | Vibra Energia      | 35,13                       | 0,3                       | 7,92                       | 3,09                      | Petróleo e gás               |
| 18 | 1602               | Braskem            | 35,13                       | -0,06                     | 16,68                      | 3,81                      | Petroquímico                 |
| 19 | 1668               | CPFL Energia       | 18,69                       | 0,99                      | 13,47                      | 7,22                      | Utilidade pública            |
| 20 | 1679               | Grupo Ultra        | 27,67                       | 0,31                      | 6,69                       | 3,61                      | Distribuição de combustíveis |
| 21 | 1974               | Cosan              | 7,69                        | 0,23                      | 25,47                      | 5,55                      | Energia                      |

Este artigo lista as maiores empresas do Brasil em receita, lucro líquido e patrimônio total, segundo as revistas americanas de negócios Fortune e Forbes.

## ListaFortune2023
Esta lista mostra todas as 9 empresas brasileiras na Fortune Global 500, que classifica as maiores empresas do mundo por receita anual. Os números abaixo são para o ano fiscal de 2022. Também estão listados o local da sede, o lucro líquido, o número de funcionários em todo o mundo e o setor de atividade de cada empresa.
| Classificação | Fortune 500 | Nome                    | Indústria             | Receita (milhões de dólares) | Lucros (milhões de dólares | Funcionários | Sede           |
| ------------- | ----------- | ----------------------- | --------------------- | ---------------------------- | -------------------------- | ------------ | -------------- |
| 1             | 71          | Petrobras               | Óleo e gás            | 124,474                      | 36,623                     | 45,149       | Rio de Janeiro |
| 2             | 177         | JBS S.A.                | Produção de alimentos | 72,626                       | 2,995                      | 260,000      | São Paulo      |
| 3             | 207         | Banco Itaú Unibanco     | Bancário              | 63,884                       | 5,755                      | 101,094      | São Paulo      |
| 4             | 251         | Banco do Brasil         | Bancário              | 55,870                       | 5,353                      | 85,953       | Brasília       |
| 5             | 273         | Banco Bradesco          | Bancário              | 51,587                       | 4,066                      | 81,222       | Osasco         |
| 6             | 301         | Raízen                  | Energia               | 47,721                       | 474                        | 44,738       | São Paulo      |
| 7             | 332         | Vale                    | Mineração             | 44,287                       | 18,788                     | 64,516       | Rio de Janeiro |
| 8             | 406         | Caixa Econômica Federal | Finança               | 37,066                       | 1,894                      | 86,959       | Brasília       |
| 9             | 429         | Vibra Energia           | Óleo e gás            | 35,155                       | 298                        | 7,777        | Rio de Janeiro |

## ListaFortune2019
Esta lista mostra todas as 8 empresas brasileiras na Fortune Global 500, que classifica as maiores empresas do mundo por receita anual. Os números abaixo são para o ano fiscal de 2018. Também estão listados o local da sede, o lucro líquido, o número de funcionários em todo o mundo e o setor de atividade de cada empresa.
| Classificação | Fortune 500 | Nome                    | Indústria             | Receita (milhões de dólares) | Lucros (milhões de dólares) | Funcionários | Sede           |
| ------------- | ----------- | ----------------------- | --------------------- | ---------------------------- | --------------------------- | ------------ | -------------- |
| 1             | 74          | Petrobras               | Óleo e gás            | 95.584                       | 7.173                       | 63.361       | Rio de Janeiro |
| 2             | 191         | Banco Itaú Unibanco     | Bancário              | 54.662                       | 6.815                       | 100.335      | São Paulo      |
| 3             | 219         | JBS SA                  | Produção de alimentos | 49.709                       | 6.9                         | 230.086      | São Paulo      |
| 4             | 221         | Banco Bradesco          | Bancário              | 49.612                       | 4.538                       | 86.772       | Osasco         |
| 5             | 269         | Banco do Brasil         | Bancário              | 43.333                       | 3.783                       | 96.889       | Brasília       |
| 6             | 305         | Caixa Econômica Federal | Finança               | 40.240                       | 2.833                       | 84.952       | Brasília       |
| 7             | 336         | Vale                    | Mineração             | 36.696                       | 6.860                       | 70.270       | Rio de Janeiro |
| 8             | 499         | Ultrapar                | Conglomerado          | 24.816                       | 315                         | 17.034       | São Paulo      |

## ListaForbesde 2019
Esta lista é baseada na Forbes Global 2000, que classifica as 2.000 maiores empresas de capital aberto do mundo. A lista da Forbes leva em consideração uma infinidade de fatores, incluindo receita, lucro líquido, ativos totais e valor de mercado de cada empresa; cada fator recebe uma classificação ponderada em termos de importância ao considerar a classificação geral. A tabela abaixo também lista a localização da sede e o setor de atuação de cada empresa. Os números são para o ano de 2018. Todas as 20 empresas do Brasil na Forbes 2000 estão listadas.
| Rank | Forbes 2000 | Nome                           | Sede           | Receita (bilhões US$) | Lucros (bilhões US$) | Ativos (bilhões US$) | Valor (bilhões US$) | Industria             |
| ---- | ----------- | ------------------------------ | -------------- | --------------------- | -------------------- | -------------------- | ------------------- | --------------------- |
| 1    | 50          | Petrobras                      | Rio de Janeiro | 95.7                  | 7.1                  | 222.0                | 91.2                | Petróleo e gás        |
| 2    | 58          | Banco Itaú Unibanco            | São Paulo      | 53.8                  | 6.8                  | 383.2                | 80.8                | Bancário              |
| 3    | 96          | Banco Bradesco                 | Osasco         | 62.6                  | 5.2                  | 332.1                | 70.7                | Bancário              |
| 4    | 139         | Vale                           | Rio de Janeiro | 36.8                  | 7.0                  | 88.2                 | 68.3                | Mining                |
| 5    | 154         | Banco do Brasil                | Brasília       | 42.0                  | 3.8                  | 368.4                | 34.5                | Bancário              |
| 6    | 657         | Eletrobras                     | Rio de Janeiro | 6.9                   | 3.6                  | 46.8                 | 11.1                | Energia               |
| 7    | 825         | JBS S.A.                       | São Paulo      | 49.7                  | 0.0                  | 29.5                 | 12.3                | Produção de alimentos |
| 8    | 859         | Itaúsa                         | São Paulo      | 1.6                   | 2.6                  | 16.3                 | 24.7                | Conglomerado          |
| 9    | 912         | Braskem                        | São Paulo      | 15.9                  | 0.8                  | 15.3                 | 9.7                 | Oil and Gas           |
| 10   | 1089        | Oi                             | Rio de Janeiro | 6.0                   | 6.7                  | 16.9                 | 2.5                 | Telecomunicações      |
| 11   | 1429        | Companhia Siderúrgica Nacional | São Paulo      | 6.3                   | 1.4                  | 12.2                 | 5.3                 | Aço                   |
| 12   | 1478        | Cielo S.A.                     | Barueri        | 3.2                   | 0.9                  | 21.3                 | 5.7                 | Finanças              |
| 13   | 1486        | B3                             | São Paulo      | 1.3                   | 0.6                  | 10.1                 | 16.5                | Finanças              |
| 14   | 1546        | CPFL Energia                   | Campinas       | 8.2                   | 0.5                  | 11.2                 | 7.4                 | Energia               |
| 15   | 1647        | Ultrapar                       | São Paulo      | 24.8                  | 0.3                  | 7.9                  | 6.2                 | Conglomerado          |
| 16   | 1660        | GPA                            | São Paulo      | 13.5                  | 0.3                  | 13.6                 | 6.3                 | Varejo                |
| 17   | 1736        | Metalurgica Gerdau             | Porto Alegre   | 12.6                  | 0.2                  | 13.2                 | 1.8                 | Aço                   |
| 18   | 1799        | Suzano Papel e Celulose        | Salvador       | 3.7                   | 0.1                  | 13.9                 | 14.0                | Papel e celulose      |
| 19   | 1836        | CEMIG                          | Belo Horizonte | 6.1                   | 0.5                  | 15.4                 | 6.1                 | Energia               |
| 20   | 1865        | Sabesp                         | São Paulo      | 4.4                   | 0.8                  | 11.2                 | 7.2                 | Saneamento Básico     |